# Fedón
Fedón o Sobre el alma (en griego clásico, Φαίδων ἢ περὶ ψυχῆς') es un diálogo platónico que se ambienta en las últimas horas de vida de Sócrates, antes de ser ejecutado. Platón utiliza este cuadro para exponer sus ideas de madurez, la teoría de las formas, la teoría de la reminiscencia y la teoría de la metempsicosis, como elementos de una discusión sobre la inmortalidad del alma.

## Cronología
Existe un acuerdo general entre los especialistas en ubicar este diálogo entre las obras de madurez (floruit) de Platón. Alrededor de sus cuarenta años, tras regresar a Atenas de su viaje a Sicilia (Carta VII, 324a), funda la Academia y escribe el Fedón, el Banquete, la República y el Fedro, aproximadamente en este orden. Esto sucede cerca del año 387 a. C. Platón llega en estas obras no solo a forjar y expresar de manera cabal sus propias ideas, sino que también llega a la cumbre de su estilo y capacidad compositiva.

## Situación dramática
Fedón de Elis, discípulo de Sócrates, se encuentra con el pitagórico Equécrates de Fliunte, probablemente en la patria de este último. Allí le narra lo sucedido las últimas horas de vida de Sócrates y lo que se habló en esa ocasión. Esto le permite a Platón disponer de un narrador que pueda presentar al lector no solo el diálogo mismo, sino también la escena y las acciones de los protagonistas.
El diálogo narrado por Fedón tiene lugar en la prisión donde Sócrates estaba detenido esperando el momento de su ejecución, en Atenas, en el año 399 a. C. Aunque en la escena están presentes su esposa Jantipa (luego se retira y reaparece al final) y catorce de sus amigos -entre los que se encontraban Antístenes, Euclides y Critón (59b)-, los interlocutores principales de Sócrates son Simmias y Cebes, antiguos discípulos del pitagórico Filolao.

## Contenido

### Prólogo (57a - 60b)
Equécrates le pregunta a Fedón por las circunstancias de la muerte de Sócrates. Fedón comienza explicando por qué Sócrates murió tanto tiempo después de su condena: la ciudad estaba festejando una ceremonia religiosa durante la cual se debían suspender las ejecuciones. Equécrates vuelve a preguntar quiénes estuvieron y qué se dijo y se hizo en tal ocasión. Fedón menciona a los presentes y refiere sus propios sentimientos contradictorios: tanto el placer de la conversación, como el dolor ante la muerte inminente de su amigo. Se narra una escena donde Jantipa debe ser retirada por Critón, a pedido de Sócrates, puesto que se había puesto a gritar y darse golpes en el pecho, emocionada por la llegada de sus amigos.

### Narración introductoria (60b - 69e)

#### Diálogo introductorio (60b - 61b)
Fedón señala que encontró a Sócrates "recién liberado de los grilletes", lo que le da pie para iniciar el diálogo con una reflexión sobre la íntima relación entre el placer y el dolor: a uno siempre le sigue el otro. Sócrates dice que Esopo debería haber compuesto una fábula en que ambos se mostraran como contendientes que el dios unió en un mismo cuerpo. La mención a Esopo hace recordar a Cebes que Eveno le había pedido preguntara a Sócrates cuál es la razón de que en estos días se hubiera puesto a componer música para el Himno a Apolo y las narraciones de Esopo. Sócrates responde que es debido a un sueño que ha tenido recurrentemente, en el cual se le indicaba que debía hacer música y practicarla. Hasta ahora había interpretado que la filosofía era la más grande música, pero, por las dudas de que el dios le hubiera ordenado hacer el otro tipo de música, no le convenía partir sin haberse purificado practicándola.

#### El verdadero filósofo y la muerte (61b - 69e)
Luego de la explicación destinada a Eveno, Sócrates añade inmediatamente una recomendación: "dile que me siga cuanto antes". Ante la perplejidad que genera su comentario explica que si Eveno es filósofo, estará dispuesto a morir, aunque no haciéndose violencia a sí mismo. Esta respuesta, al ser aparentemente contradictoria, necesita una explicación, que solicita Cebes. Sócrates apela al argumento que se alude sobre esto en los cultos mistéricos: los mortales están en su vida como en una suerte de "prisión" y no deben intentar escapar de ella. Los dioses son los amos y guardianes de los hombres y conviene no quitarse la vida hasta que el dios envíe una situación de necesidad.
Cebes acepta este último argumento contra el suicidio, pero no le parece consistente con el primero sobre la actitud del filósofo frente a la muerte: el filósofo, justamente aquel del que se espera la mayor sensatez y conoce que está al servicio de los mejores amos, no debería alegrarse por huir de ellos. Simmias indica que Cebes apunta con su argumento a Sócrates, que parece llevar tan bien el hecho de dejar tanto a sus amigos como a los dioses. 
Sócrates contesta que con la muerte él espera llegar no solo con los mejores hombres, sino también junto a otros dioses, y de que existe algo para los muertos, y que este algo es mejor para los buenos que para los malos. Los verdaderos filósofos se preparan constantemente para la muerte, y para ninguna otra cosa. Esto merece una aclaración sobre lo que es la muerte: es un desprenderse el alma del cuerpo. El filósofo lleva una vida que no está dedicada ni a los placeres, ni a las comidas y bebidas, ni al sexo. No consideran importante la elegancia de la ropa y todo lo relativo al cuerpo. Y esto es para la gente como un estar muerto.
El cuerpo es un impedimento para alcanzar la sabiduría, puesto que los sentidos son engañosos. El verdadero filósofo se aleja del testimonio de los sentidos, y razona mejor cuando los ignora. El alma del filósofo desestima al cuerpo y busca quedarse sola en sí misma. 
El acceso a lo que verdaderamente es, las formas, es solamente racional y no podemos captar lo Bello en sí, o lo Grande en sí con los sentidos. Quien se aparte lo más posible del cuerpo es quien captará mejor lo real. El cuerpo es una contaminación, nos llena de distracciones y nos sumerge en la faena cotidiana de su cuidado. La plenitud de la sabiduría nos llegará solamente al morir. Las virtudes y la filosofía son como ritos purificadores que nos preparan para la muerte.

### Primeros argumentos sobre la inmortalidad del alma (69e - 84b)

#### El nacer de todo a partir de su contrario (69e - 72e)

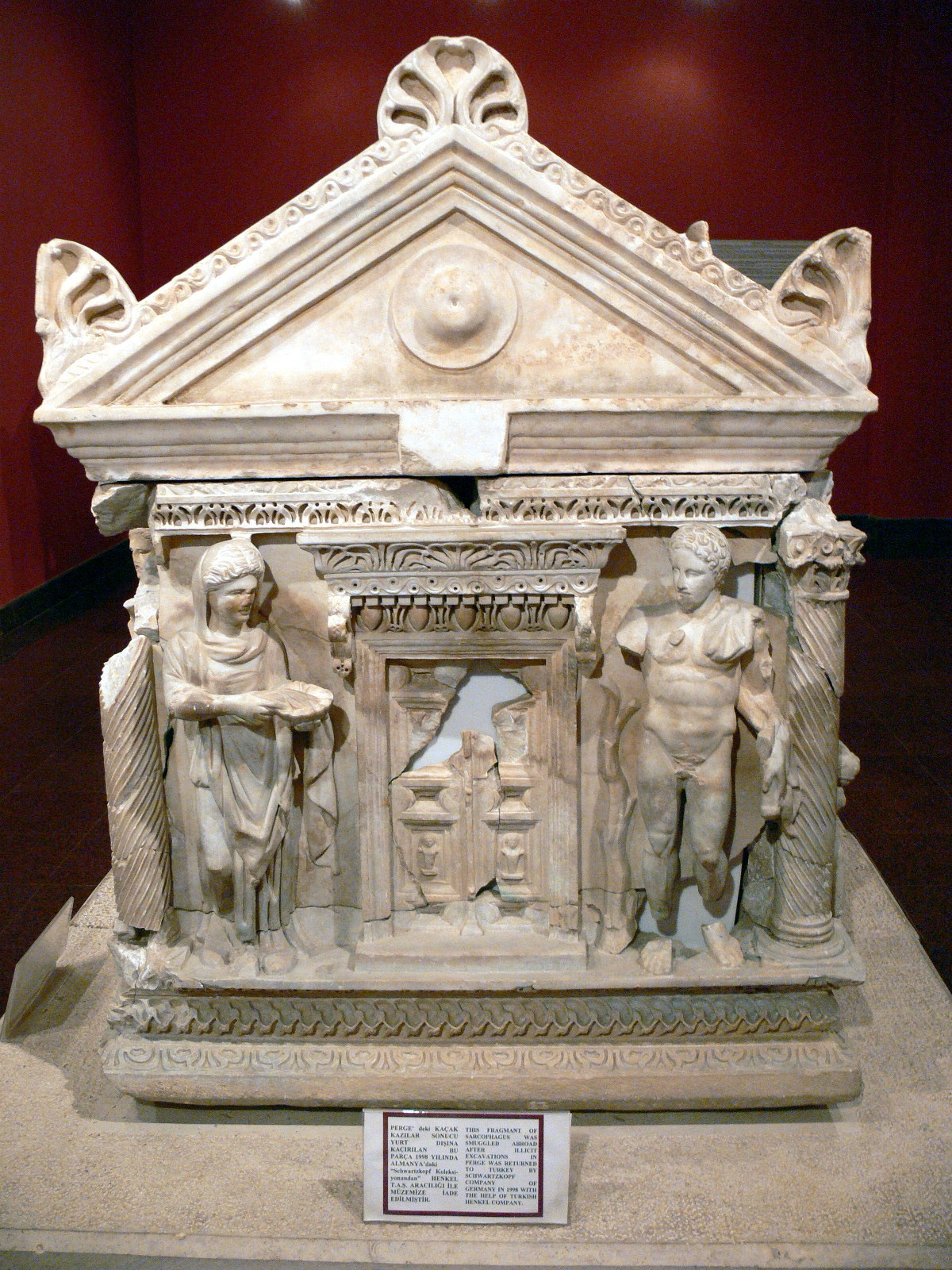
Sarcófago romano del siglo II d.C. que representa las puertas del mundo subterráneo, destino de las almas para los griegos. Museo Arqueológico de Antalya, Turquía.

Cebes hace notar a Sócrates que, en general, se cree que el alma luego de desembarazarse del cuerpo no subsiste. Sócrates opone a tal creencia la de que los que mueren van hacia el Hades, y los que nacen provienen de allá. El solo hecho de que se produzcan nacimientos debería probar que las cosas son así, sostiene Sócrates, puesto no habría cómo explicar los nacimientos.
Sin embargo, para apoyar la creencia presenta un argumento de alcance general, que se aplica a todo lo que se genera -y no solo al hombre- y a todo lo que tiene contrario: según el cual, todo nace de su contrario. Así, vemos que lo bello proviene de lo feo, lo que llega a ser justo era antes injusto, lo que se vuelve grande antes era pequeño, y lo débil y lo lento solo pueden llegar a ser a partir de lo fuerte y lo rápido.
El paso de uno a otros de estos pares contrarios es siempre un proceso genético: el que va de una cosa mayor a una menor, es el disminuir, y de lo menor a lo mayor, aumentar. Y así como hay un dormir, que es el proceso genético que va del estar despierto al estar dormido, y un despertar, que es el pasar de estar dormido al estar despierto, también estas mismas relaciones deben darse en el par de opuestos "vivir" y "estar muerto". Si al proceso que va del primero al segundo es evidente que existe, y lo llamamos "morir", debe haber también otro que sea el proceso que va del "estar muerto" al "vivir": el "revivir".
La necesidad de que este proceso sea real descansa en el hecho de que si no existiera un "despertar" para los que están dormidos, todos acabaríamos compartiendo el destino de sueño eterno de Endimión. Si no existiera un revivir, todo terminaría por estar muerto.

#### Argumento de la reminiscencia (72e - 78a)
Cebes mismo apoya la tesis de la inmortalidad del alma trayendo otro argumento: si el aprendizaje es como se lo ha considerado en otras ocasiones, es en realidad un recordar. Y esto sería imposible si el alma no tuviera una existencia anterior a la de nacer con forma corporal.
La doctrina de la reminiscencia (ἀνάμνησις, anámnēsis) se demuestra interrogando a los hombres sobre cosas que no conocen, y si se hace bien, ellos van diciendo todo correctamente, sobre todo en asuntos relacionados con geometría. No sería posible este proceder si ellos no poseyeran previamente, de algún modo, el concepto de lo que se les interroga.
Sócrates intenta otro modo de apoyar la doctrina: sabemos que recordamos cosas olvidadas a partir de cosas diferentes, como cuando vemos a Simmias y recordamos a Cebes, y también a partir de cosas semejante, como si vemos a Simmias dibujado y recordamos a Simmias mismo. Como sea, sabemos que las semejanzas son imperfectas porque conocemos el original y lo recordamos. Del mismo modo, si aceptamos la existencia de lo "Igual en sí" (αὐτὸ τὸ ἴσον) y lo conocemos, no es por verlo directamente en las semejanzas que vemos entre cosas parecidas, porque esta semejanza no se cumple perfectamente nunca, mientras que lo "Igual en sí" es semejante en grado sumo. Si podemos captar la diferencia de grado entre las semejanzas que se dan en las cosas semejantes y lo "Igual en sí", debe ser porque poseíamos esta Idea antes de usar los sentidos, antes de nacer. La percepción solo es la ocasión para "recuperar" aquel conocimiento. Y así sucede con todas las Ideas, la de lo Bueno, la de lo Bello, etc. Es necesario, que si existen estas Ideas, el alma preexista y las haya conocido en esa existencia previa al nacimiento. Al nacer este conocimiento se pierde, pero no del todo, y lo recuperamos al percibir las cosas.
Ante la objeción de Simmias de que este argumento demuestra solo la preexistencia de las almas y no su supervivencia luego de la vida, Sócrates indica que hay que combinar este argumento con el anterior (69e - 72e, vid. supra): si el alma nace a partir del estado de "estar muerta", necesariamente debe existir tras la muerte, puesto que debe renacer. Pero señala que seguramente no terminará aquí la discusión, puesto que sus interlocutores temen que tras la muerte el alma se disipe, como una suerte de vapor o exhalación, sobre todo si uno muere un día de fuerte viento.

#### La afinidad del alma con las formas (78b - 80d)
Sócrates desarrolla este argumento a partir de una contraposición entre aquello a lo que le es posible ese disiparse que se teme que sufra el alma: lo compuesto; y frente a ello, lo simple. Habrá que decidir a cual de estas dos categorías pertenece el alma.
Lo simple se comporta siempre del mismo modo, mientras que lo compuesto siempre cambia. Lo que es, la realidad (οὐσία, ousía), el objeto de la dialéctica, es decir, lo Bueno en sí y lo Bello en sí, se comporta siempre igual. La multitud de cosas que son buenas y bellas, en cambio, son cambiantes. Mientras que las primeras son invisibles, las segundas son visibles. En el hombre, el cuerpo es visible, mientras que el alma es invisible; además, cuando conocemos con el cuerpo, con los sentidos, captamos las cosas cambiantes, mientras que con el alma captamos aquellas realidades estables, que existen siempre y son inmortales. Por otra parte, en la asociación del cuerpo y el alma, lo que cumple una función rectora es el alma, por lo tanto se asemeja más a lo divino que el cuerpo, que es lo que tiene que obedecer y es mortal.
De esta manera el cuerpo es en el hombre lo que se corrompe y disuelve, mientras que el alma, tras la muerte, se conserva y se dirige al reino de lo invisible, junto a lo divino.

#### Influencia del modo de vida en el destino del alma (80e - 84b)
Sócrates no se limita a postular una existencia del alma posterior a la muerte, también señala que esta existencia es diferente para cada uno, y depende del modo en el que se ha vivido. Si el alma se ha ejercitado en vida en huir de lo relacionado con el cuerpo, parte pura al reino invisible y divino. Si ha estado constantemente involucrada con él, se vuelve pesada y queda vagando como espectro en torno a monumentos y tumbas.
Luego de esto, vuelven a ser prisioneras de cuerpos de especies acordes a su modo de vida: los glotones e intemperantes encarnan en asnos y animales semejantes a este, los injustos y violentos lo hacen en aves rapaces y lobos. Los que han cultivado ciertas virtudes como la templanza y la justicia pero sin la filosofía, terminan perteneciendo a las especies semejantes a ellos, como las abejas y las hormigas, y luego vuelven a ser hombres mesurados.
Quien en su vida ha cuidado de su alma y ha filosofado, purificándose, no teniendo en nada las riquezas y honores, quien al conocer ha despreciado los sentidos por ser engañosos, utilizando para saber solo el alma, quien de este modo obra viviendo según la razón, se libera y es digno de pertenecer a la estirpe de los dioses.

### Discusión de los primeros argumentos (84c - 91c)

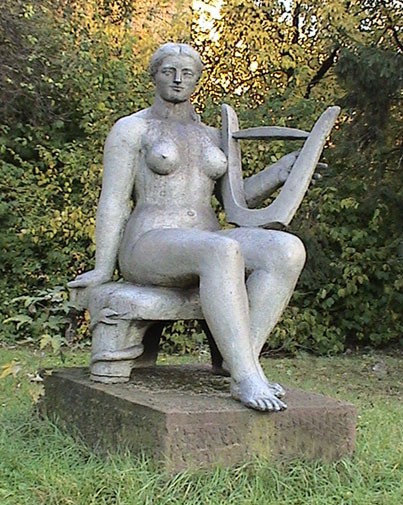
Epione sosteniendo una lira. Miskolc, Hungría.

Luego de un silencio prolongado, Sócrates nota que Simmias y Cebes no están conformes con los argumentos precedentes. Los libera del temor que les pudiera causar el argumentar en contra de tan delicado tema en su circunstancia presente -la inminencia de su muerte no es una desgracia para él- y los anima a expresar sus objeciones.

#### Objeción de Simmias (84c - 86d)
Simmias expone su posición respecto del alma, según la cual es una proporción determinada de lo frío, lo caliente, lo seco y lo húmedo en el cuerpo, y que guarda una relación con este similar a la de la afinación (ἁρμονία, harmonia) de una lira respecto de las cuerdas y la madera de este instrumento: a pesar de que este ajuste equilibrado pueda ser tenido como más divino e inmortal que la parte material del instrumento, no lo sobrevive. De hecho, la madera se pudre mucho después de que la afinación ha sido destruida. Con el cuerpo ocurre lo mismo, en la medida en que la enfermedad altera el equilibrio que constituye al alma, la muerte es su fin, mientras que los restos corporales la sobreviven un tiempo.

#### Objeción de Cebes (86d - 88b)
Cebes acepta la idea de la existencia del alma antes del nacimiento, y, contra Simmias, sostiene que el alma es más fuerte que el cuerpo. Pero no cree que haya sido suficientemente demostrado que el alma sobrevive la muerte. Para explicarse apela a un símil.
Del mismo modo que un tejedor remienda un tejido gastado, el alma actúa con el cuerpo: este fluye y se desgasta, y el alma lo reconstituye constantemente. Tanto el tejedor, como el alma, son más duraderos que el tejido y el cuerpo, respectivamente. Y así como el tejedor ha sobrevivido a varios de sus tejidos, el alma ha sobrevivido, de alguna manera, a varios cuerpos -sea que se admita el fluir constante de nuestra materia corpórea, o aún más, aceptando que el alma reencarna varias veces-. Pero así como el tejedor puede morir tras haber hecho muchos vestidos, en algún momento el alma puede agotarse y alguna de sus muertes puede ser la última. No es sensato entonces estar tranquilo ante la inminencia de la muerte, cuando siempre existe la posibilidad de que sea una aniquilación completa.

#### Interludio: contra lamisología(88c - 91c)
Comenta Fedón que, por lo que pudo hablar luego con los testigos de la ocasión, todos se sintieron abatidos por los argumentos de Simmias y Cebes, y perdieron la confianza de encontrar algún tipo de certeza para estos temas. Equécrates manifiesta que él en este momento del relato le sucede lo mismo: los argumentos de Sócrates le parecían excelentes, y ahora se encuentra en la incertidumbre, tanto más cuanto que siempre se había sentido seducido por la idea de que el alma es una suerte de armonía, como sostuvo Simmias. Por eso pregunta a Fedón cómo afrontó Sócrates las refutaciones.
Fedón le responde que nunca admiró más a Sócrates y su actitud frente a los sucesos: en aquel momento, Sócrates le preguntó a él si al día siguiente se cortaría sus cabellos -señal de duelo-, y él le contesta que sí. Sócrates repone que hoy mismo él se cortará los cabellos si no logra revivir los argumentos. Que es el peor mal hacerse misólogo -μισόλογος, el que odia los argumentos y la actividad de argumentar-. La misología nace como la misantropía: esta última surge de haber confiado torpemente en muchos hombres y en haber sido defraudado repetidamente, concluyendo falazmente que todos los hombres son despreciables. Pero así como esto sucede por falta de un cierto cuidado y criterio en el trato con los hombres, la misología ha partido de un mal uso de los razonamientos, y no debemos desesperar de la verdad de las tesis iniciales sólo porque ciertos argumentos se muestren firmemente adversos ahora. El único comportamiento filosófico en este momento es retomar la discusión dejando atrás la ambición de una victoria fácil mediante argumentos que convencen por ser solo semejantes a la verdad. Toca entonces proceder con rigor extremo, y los interlocutores deben ser también implacables a la hora de aceptar o rechazar el razonamiento.

### Respuesta a las objeciones (91c - 107b)

#### La trascendencia del alma respecto del cuerpo (91c - 95a)
Tras una breve recapitulación de las objeciones, Sócrates marcha primero contra el argumento que dice que el Alma es una armonía, sostenido por Simmias anteriormente.
- Indica en primer lugar que la doctrina del "alma armonía" no armoniza con la teoría de la reminiscencia: si el alma es un cierto equilibrio entre los opuestos en el cuerpo, no preexiste a él. Hay que elegir una de las dos teorías. Simmias asiente con Sócrates y declara estar convencido de la teoría de la reminiscencia, dado que la ha aceptado por provenir de una reflexión metódica, y que el argumento del alma como armonía solo lo adoptó sin demostración, solo como argumento probable.
- De cualquier modo Sócrates lanza una refutación más decisiva: una armonía no puede comportarse yendo en contra de los elementos de los cuales es el equilibrio, por lo que mal podría tomar el rol de conductor de estos elementos (92e - 93a). Pero constantemente vemos que el alma se opone a los impulsos del cuerpo gobernándolo (94a - 95a).
- La armonía admite grados, mientras que no se puede decir que un alma sea más alma que otra.
- La inteligencia y la virtud es una armonía, mientras que el vicio es lo contrario. Si el alma fuera una armonía, deberíamos pensar que la virtud es una armonía superpuesta a otra armonía, y que el alma mala sería una armonía que carece de cierta armonía. Esto es un absurdo.
- Si el alma no admite grados, y admitimos que es una armonía que no admite grados tampoco, todas las almas participarían por igual de la virtud. Y esto va en contra de lo que vemos siempre.

#### Sobre la generación y la corrupción (95a - 102a)
Los interlocutores admiten que el argumento de Simmias ha sido superado, y, luego de una recapitulación del argumento de Cebes, Sócrates dice que para rebatirlo, deberá examinar a fondo la causa (αἰτία, aitía) de la generación y la corrupción (γένεσις καὶ φθορά, génesis kaì phthorá), y lo hará contando el itinerario que recorrió él mismo a lo largo de su vida filosófica en busca de este concepto.
Desde joven, relata, se interesó por el «porqué» (διὰ τί, diá ti) del nacer, el morir y el ser de las cosas. Su primera indagación lo llevó a recorrer el camino de la investigación de la naturaleza (φύσεος ἱστορία, physeos historía) al modo de los antiguos fisiólogos. Pero las respuestas que halló, tales como que el origen de la vida es una cierta putrefacción de lo frío y lo caliente, o la causa del pensamiento es la sangre, o el aire, o el fuego; o la causa del conocimiento es el cerebro que reúne las sensaciones en la memoria, o la causa del crecimiento es el comer y el beber, no les satisficieron.
Al reflexionar sobre la índole de estas respuestas expresa Sócrates una gran duda en responder así sobre cuestiones tales como las de por qué un hombre es más alto que otro por una cabeza. ¿Es acaso por una cabeza? La "causa" es la cabeza? El diez, es más que el ocho por dos, la "causa" es el dos?
A la insuficiencia de estos planteamientos se opuso, en su itinerario intelectual, el entusiasmo que le provocó la tesis de Anaxágoras de que todo estaba ordenado por una Inteligencia. Así, creyó, iba a encontrar las respuestas sobre por qué es la Tierra redonda y está en el centro, por ejemplo. Tenía la expectativa de hallar por qué es mejor que sea así y no de otro modo: por qué conviene que sea así. Y esto, respecto de muchas cosas. Sin embargo grande fue su desilusión, puesto que Anaxágoras no explicaba nada según el designio de la Inteligencia, y retomaba explicaciones puramente mecanicistas. Esto fue como explicar por qué Sócrates estaba sentado diciendo que era por cierta disposición de sus huesos, músculos y tendones, y no por el hecho de que le pareció bien a él acatar la orden judicial pronunciada por los atenienses. De hecho, sostiene, si a él le hubiera parecido mejor huir, ya estaría en otra ciudad gracias a los mismos músculos y tendones. Estos son la condición de que suceda uno o lo otro, pero la causa pasa por lo que él consideró mejor.
Sólo entonces entendió que era un error mirar directamente a los fenómenos sin previamente considerar los conceptos más seguros. Así es como llegó a un método por el cual se postula una hipótesis, la que se considere más segura, y afirmar desde allí el resto de las respuestas buscadas. Él postula la hipótesis de la existencia de «lo bello en sí», «lo bueno en sí», «lo grande en sí», y cosas semejantes. Y que no otras que estas pueden ser las causas de las cosas bellas, o las buenas, o las grandes.

#### La exclusión de los contrarios - el alma excluye la muerte (102a - 107b)
Dada por buena la Teoría de las formas, Sócrates toma las formas de Grandeza y Pequeñez, para mostrar que, en sentido estricto, «lo que verdaderamente es» no admite en sí su contrario. Si en Sócrates se da la Forma de Pequeñez -si se lo compara con Simmias- y la de Grandeza -comparado con Fedón-, la Grandeza en sí no admite la Pequeñez en sí. Un interlocutor plantea la objeción de que se había aceptado que todo surge de su contrario. Sócrates diferencia lo dicho: entonces se hablaba de un objeto particular que, siendo contrario a otro, surge de este otro. Ahora se habla del contrario en sí mismo (103c).
Incluso hay ciertos objetos particulares que no pueden admitir lo contrario de lo que los constituye: la nieve no admite al Calor sin dejar de ser lo que es, y el fuego tampoco puede acoger al Frío. El tres no puede ser Par, y el dos no puede ser Impar. Siguiendo este tipo de razonamiento, si preguntamos «¿qué hace que el cuerpo esté caliente?» responderemos no ya «el calor», sino «el fuego». Y si contestamos qué es lo que hace que un cuerpo esté vivo, responderemos no simplemente  «la vida», sino el alma. Y el alma no puede admitir a la muerte, pues la vida es lo que la constituye. El alma es, de esta suerte, inmortal (105e).
Todo a lo que se le aproxima un contrario tiene dos destinos: o retirarse o perecer. Si lo no-caliente fuera indestructible, al acercarse lo caliente a la nieve, esta no cesaría, sino que se retiraría. Pero «lo que no admite la muerte» es efectivamente indestructible, por lo que al acercarse la muerte al hombre, sólo lo mortal en él se corrompe, mientras que lo inmortal se retira intacto (107 a).
Cebes queda convencido, mientras que Simmias, aun sin encontrar falla alguna en el argumento, sigue dudando, debido a la magnitud del asunto y de lo débil de las posibilidades de indagación de los hombres. Sócrates, alabándolo por tal actitud, lo insta a repasar nuevamente y con mayor rigor las premisas de todo el razonamiento, y expresa la esperanza de que así habrá una certeza que no necesite revisiones posteriores.

### Mito escatológico (107c - 115a)
Finalizado el debate y tomada por buena la conclusión que sostiene la inmortalidad del alma, Sócrates nota a sus oyentes que el alma es algo que debe ser cuidado no solo teniendo en cuenta el tiempo en el que transcurre la vida, sino también la suerte de la misma más allá de la muerte. Para mostrar esto comienza a contar un mito escatológico, esto es, un relato sobre el tránsito del alma al Hades y su posterior juicio.
A pesar de que Sócrates entiende que es necesario pensar que, tras la muerte, las almas de los buenos y los malos deben tener un destino diferente y acorde a sus modos de vida -en definitiva ello es lo que lo impulsa a narrar el mito-, no deja de advertir que es demasiado difícil determinar la veracidad de dicha narración, que declara haber escuchado de otros.
Sócrates realiza una descripción geográfica en la que distingue tres lugares: 
1. El mundo habitado que conocemos, que concibe como una cavidad en la tierra: los hombres se emplazan alrededor del mar, fondo de esta cavidad, como las ranas lo hacen alrededor de un estanque. Esta cavidad no es única: considera que entre las Columnas de Hércules y el río Fasis -los límites del mundo según los antiguos- hay una de ellas, pero a lo largo de la inmensidad de la tierra hay muchas otras cavidades semejantes. Solo por un error de perspectiva creemos que vivimos en la superficie de la tierra, un error semejante al que sufriría alguien que vive en el fondo del mar y estuviera acostumbrado a ver los astros a través del agua, y llamara al agua "cielo". Por ello, el aire que nosotros mismos llamamos cielo, y que es más puro que el agua, es asimismo mucho menos puro que el verdadero cielo de éter.
2. La tierra pura, ubicada en el éter, de cuya decantación provienen los elementos menos puros: aire, niebla y agua. Así como en el mar todo está corroído por el salitre, mientras que en tierra seca las cosas presentan un estado más puro y bello; en nuestro mundo todo está corrompido y presenta un aspecto menos bello y puro respecto de las cosas que se pueden encontrar en la tierra verdadera que está bajo el verdadero cielo. Piedras y vegetación son mucho mejores allí y más hermosos. Es una zona habitada por seres de superior inteligencia y capacidades, y en sus templos habitan realmente los dioses, los pueden ver y pueden comunicarse con ellos, además de poder contemplar cómo verdaderamente son el sol y los astros, lo que les proporciona una gran dicha.
3. La región subterránea, donde el agua de los ríos accede a través de ciertas aberturas, entre las cuales se encuentra la más profunda y que los poetas llamaron Tártaro, donde desembocan todos los ríos y de donde provienen en un flujo y reflujo constante. Allí rodeado por ríos de lava y de lodo se encuentra un lago, el Aquerusiano desembocadura del Aqueronte. A este lago son conducidas las almas por el demonio particular que le tocó al nacer, y allí se reúnen y esperan a ser juzgadas.

Subidas a embarcaciones al Aqueronte, las almas que vivieron moderadamente pasan un tiempo en el lago expiando sus faltas, y recibiendo honores por sus buenas acciones, según les corresponda. Los que en vida cometieron asesinato injustos y sacrilegios, y son considerados irrecuperables, son arrojados al Tártaro, de donde nunca salen. Aquellos que han cometido faltas muy graves, pero aun así se consideran recuperables, tras un año de permanecer en el Tártaro la corriente los devuelve al lago Aquerusiano, donde deben suplicar a quienes han cometido sus injusticias que los absuelvan. Si son absueltos, sus males cesan, si no, son arrojados nuevamente al Tártaro, y permanecen en este estado hasta que logren el perdón.
Los hombres que han vivido santamente, son liberados de la región subterránea y van a vivir a la verdadera superficie de la tierra, bajo el Éter. Y los que se han purificado en vida mediante la Filosofía logran un destino aún más dichoso, viviendo en el porvenir librados del cuerpo en una morada aún más bella e imposible de describir.
Por ello, concluye Sócrates, no debe temer la muerte quien ha vivido desechando los placeres del cuerpo y procurando los bienes propios del alma: la prudencia, la justicia, el valor, la libertad y la verdad, puesto que grandes son las esperanzas para ellos.

### Epílogo: últimos gestos de Sócrates (115b - 118c)

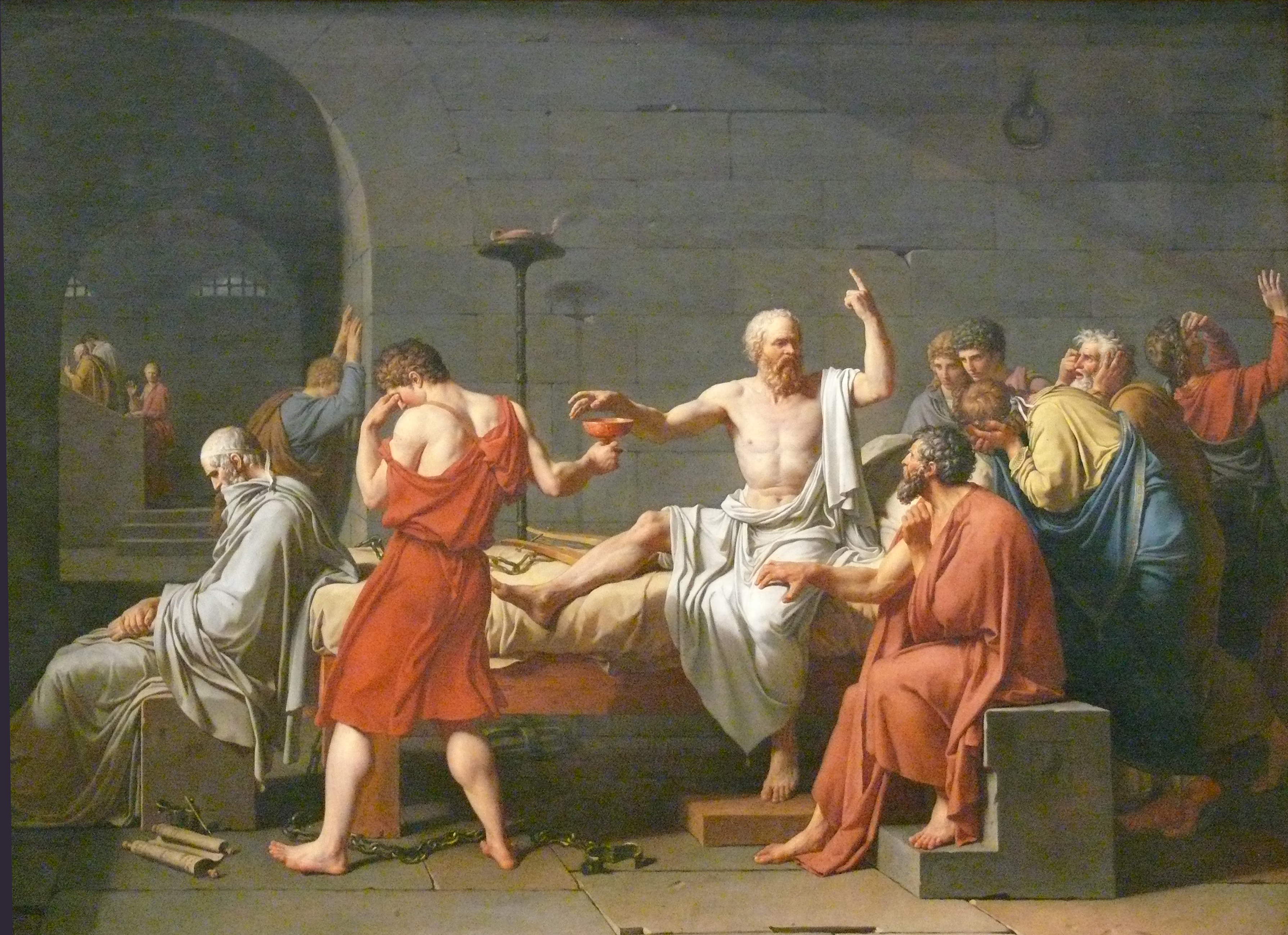
La muerte de Sócrates, óleo de Jacques-Louis David, Museo Metropolitano de Arte, Nueva York.

Apenas termina el relato escatológico, Critón pide a Sócrates instrucciones, y dice que él se comprometerá a cumplirlas de buen grado. Pero Sócrates sólo le indica que cumpla en cuidar de sí, con lo que quedará complacido, y señala que no es necesario ningún tipo de compromiso en esto. Critón insiste en solicitarle instrucciones sobre su modo de enterramiento. Entonces Sócrates le hace una broma, le indica que lo entierre como más le guste, con tal de que "lo sujeten bien para que no escape". Esta ironía da inicio a una última explicación: Sócrates advierte a los demás que no hay manera de convencer a Critón, ni siquiera con los discursos que se han pronunciado anteriormente, de que él no es a quien van a enterrar. Que él no se identifica con su cadáver. Qué él se retirará a una vida bienaventurada. Añade una analogía con la fianza que ofreció Critón a los jueces para que Sócrates permaneciera libre en Atenas esperando su pena: le pide a los que están presentes que salgan de fiadores de que él "no se quedará" luego de morir. Por lo que indica que pueden hacer lo que más convenga con su cadáver, en especial lo que sea conforme a las costumbres.
Sócrates se retira para bañarse, y luego tiene una última reunión con sus tres hijos y algunas parientas. Ya cerca de la puesta del sol, hora en que debe ser ejecutado, pide que su familia se marche, y se queda en compañía de sus amigos, pero en silencio. Llega un asistente de los funcionarios encargados de velar por las ejecuciones, y le indica, apesadumbrado, que ya es el momento. Antes el asistente le dice que es el mejor hombre de cuantos han terminado allí, y que sabe que no estará contrariado con él, como los demás condenados, y que por ello sabe que no necesitará insistir. Se retira llorando, y Sócrates luego de notarlo, tiene palabras de encomio respecto de él. Pide a Critón que no se demore más para obedecer y que traiga la copa de cicuta, pero Critón le señala que muchos condenados alargan el cumplimiento de la condena mucho tiempo después de recibir la orden oficial, comen y beben o incluso se acuestan con sus amantes antes de morir. Sócrates le dice que todo esto le parece natural en los demás, pero que lo natural en él es no hacerlo, puesto que no cree ganar nada con ello, e incluso le parece algo digno de burla el aferrarse a la vida de semejante manera y en semejante situación.
Cuando recibe la copa, pregunta al sirviente que se la da, si es posible ofrendar un poco como signo de piedad, pero el sirviente le indica que sólo preparan lo justo. No obstante Sócrates implora a los dioses para que su viaje al más allá se haga con suerte. Dicho esto bebe el veneno con calma y entereza, acto que desata el llanto contenido de los amigos. Apolodoro incluso gritaba y maldecía. Sócrates los reprende haciéndoles notar que había pedido que las mujeres se retiraran para evitar este tipo de alboroto, puesto que en el trance de muerte es preciso abstenerse de palabras inadecuadas. Luego de escucharlo sus amigos se llaman al silencio, avergonzados.
Siguiendo las indicaciones del sirviente que le acercó el veneno, Sócrates camina hasta que las piernas se le ponen pesadas y rígidas, entonces se acuesta, y lo último que pide a Critón es que cumpla con un deber sagrado, un sacrificio a Asclepio. Luego de esto ya no responde, y Critón le cierra los ojos.
Las últimas palabras de Fedón es un juicio sobre Sócrates: así moría el mejor hombre que conocieron entonces, el más sabio y el más justo.

### Ediciones y traducciones
- Ioannes Burnet, ed. (1902). Platonis Opera - Recognovit brevique addnotatione critica instruxit Ioannes Burnet. Londres: Oxford University Press.
- Eggers Lan, Conrado (1971). El Fedón de Platón. Editorial Universitaria de Buenos Aires (EUDEBA), Buenos Aires.
- Platón (2003). Diálogos. Obra completa en 9 volúmenes. Volumen III: Fedón. Banquete. Fedro. Madrid: Editorial Gredos. ISBN 978-84-249-1036-5.

### Estudios
- Guthrie, William Keith Chambers (ed. ing. Cambridge University Press 1962, ed. esp. 1990). Historia de la filosofía griega. IV: Platón. El hombre y sus diálogos: primera época)(título original A History of Greek Philosophy, Plato. The Man and his Dialogues: Earlier Period. Madrid: Editorial Gredos. ISBN 84-249-1440-6.